# Władysław Ważny
Władysław Ważny, né le 3 février 1908 à Ruda Różaniecka en Autriche-Hongrie, aujourd'hui Pologne, et mort le 19 août 1944 à Montigny-en-Ostrevent dans le Nord), en France, nom de guerre Tygrys (en polonais tigre), est un capitaine de l'Armée polonaise, héros de la résistance.

## Biographie
Il est le fils de Błażej et de Maria Sigłowa. Il termine une école d'instituteurs et travaille en tant que maître d'école. En janvier 1934 il est nommé sous-lieutenant de réserve.
Il participe à la campagne de Pologne, puis il gagne la France pour arriver finalement en Grande-Bretagne où il suit la formation des cichociemni (des parachutistes des opérations spéciales). Il devait être largué en Pologne mais ses supérieurs changent d'avis. Il est mis à la disposition du colonel Antoni Zdrojewski (commandant en chef de la Résistance polonaise en France). En mars 1944 le lieutenant Ważny est parachuté en France afin d'organiser et d'animer un réseau de renseignements dans les départements du Nord et du Pas-de-Calais. Son objectif principal est de localiser les rampes de lancement de V1 et V2. Grâce à son réseau constitué surtout d'immigrés polonais, il parvient à informer Londres par radio sur les emplacements de 173 rampes de V1, 5 rampes de V2 et 17 transports de missiles. Le résultat de son activité est le bombardement de 120 rampes de lancement par l'aviation alliée. De tous les rapports qu'il a envoyé à Londres, 83 ont été considérés comme rapports de la plus haute importance par le commandement suprême des forces alliées.
Władysław Ważny est mort peu avant la libération du nord de la France, lors d'une tentative d'arrestation par les Allemands. Les circonstances exactes de son décès ne sont pas claires. Blessé lorsqu'il tente de fuir, il meurt rapidement, ce qui laisse supposer qu'il a avalé du poison qu'il portait toujours sur lui. Il ne voulait pas être obligé de dénoncer ses camarades par la torture. Władysław Ważny est promu capitaine à titre posthume. 
Il est enterré dans le cimetière de l'église Saint-Nicolas à Montigny-en-Ostrevent.

## Postérité
- Depuis 1955 une rue de Montigny-en-Ostrevent porte le nom du capitaine Wazny.
- L'école de sa ville natale, Ruda Różaniecka, porte également son nom.

En 1994, à l'occasion du 50e anniversaire de cet évènement, la société d'histoire locale avait organisé avec la municipalité une exposition et une journée commémorative. Une équipe de la Télévision Polonaise est venue tourner des séquences filmées. Une émission d'une demi-heure a été diffusée à plusieurs reprises par TV Polonia (par satellite) et suivie avec intérêt non seulement dans toute l'Europe mais aussi en Amérique du Nord.

## Décorations
- Croix d'argent de l'Ordre militaire de Virtuti Militari
- Chevalier de la Légion d'honneur
- Croix de guerre 1939-1945
- Médaille de la Résistance